# Горан Чабрило
Горан Чабрило (серб. Горан Чабрило; нар. 1 липня 1958) – сербський шахіст, гросмейстер від 1995 року.

## Шахова кар'єра
Кілька разів брав участь у фіналі чемпіонату Югославії, у 1989 та 1990 роках двічі посівши 5-те місце. 1990 року досягнув одного з найбільших успіхів в кар'єрі, посівши 1-ше місце на зональному турнірі (відбіркового циклу чемпіонату світу), який відбувся в Неа-Макрі, завдяки чому того ж року виступив у Манілі на міжзональному турнірі, поділивши 40-ве місце серед 64 спортсменів.
Досягнув низки успіхів на інших турнірах, зокрема: 
- посів 1-ше місце в Трнаві (1981),
- поділив 2-ге місце у Врнячці-Бані (1988, позаду Бошко Абрамовича, разом з Нухимом Рашковським і Ронні Гунаваном),
- посів 2-ге місце в Белграді (1991, позаду Ореста Аверкіна),
- поділив 3-тє місце в Никшичі (1991, позаду Івана Соколова і Володимира Акопяна, разом з Васілом Спасовим),
- посів 1-ше місце в Суботиці (1992),
- поділив 3-тє місце в Бієліні (2000, позаду Драгутина Шаховича і Деяна Несторовича, разом з Петаром Геновим),
- поділив 2-ге місце в Дурресі (2001, позаду Еральдом Дервіші, разом з Владіміром Георгієвим),
- поділив 2-ге місце в Панчево (2002, позаду Стеліоса Халкіаса, разом із, зокрема, Робером Фонтеном),
- поділив 3-тє місце у Белграді (2005, позаду Бошко Абрамовича та Ігоря Міладиновича, разом із зокрема, Момчілом Ніколовим і Драганом Косичем),
- поділив 1-ше місце у Вршаці (2006, відкритий турнір Меморіалу Борислава Костіча, поділив 1-місце разом із, зокрема, Бошко Абрамовичем, Деяном Античем і Слободаном Мартиновичем),
- поділив 1-ше місце в Белграді (2008, разом з Йоном Гуннарсоном),
- поділив 2-ге місце у Врнячці-Бані (2009, чемпіонат Центральної Сербії, позаду Борко Лайтайма, разом з Міодрагом Савичем).

Найвищий рейтинг Ело в кар'єрі мав станом на 1 січня 1993 року, досягнувши 2530 очок займав тоді 4-те місце серед югославських шахістів..

## Зміни рейтингу
| На цьому місці має відображатися графік чи діаграма, однак з технічних причин його відображення наразі вимкнено. Будь ласка, не видаляйте код, який викликає це повідомлення. Розробники вже працюють для того, щоби відновити штатне функціонування цього графіка або діаграми. | |
| | На цьому місці має відображатися графік чи діаграма, однак з технічних причин його відображення наразі вимкнено. Будь ласка, не видаляйте код, який викликає це повідомлення. Розробники вже працюють для того, щоби відновити штатне функціонування цього графіка або діаграми. |